# Vattaruhuraa
Vattaruhuraa is een van de onbewoonde eilanden van het Vaavu-atol behorende tot de Maldiven.